# Afraflacilla bamakoi
Espèce
Afraflacilla bamakoi est une espèce d'araignées aranéomorphes de la famille des Salticidae.

## Distribution
Cette espèce est endémique du Mali.

## Étymologie
Son nom d'espèce lui a été donné en référence au lieu de sa découverte, Bamako.

## Publication originale
- Berland & Millot, 1941 : Les araignées de l'Afrique Occidentale Française I.-Les salticides. Mémoires du Muséum national d'Histoire naturelle, (N.S.), vol. 12, p. 297-423.